# Piroscsőrű mézevő
A piroscsőrű mézevő (Grantiella picta) a madarak osztályának verébalakúak (Passeriformes) rendjébe és a mézevőfélék (Meliphagidae) családjába tartozó Grantiella nem egyetlen faja.

## Előfordulása
Ausztrália területén honos. A természetes élőhelye szubtrópusi vagy trópusi száraz erdők, száraz szavannák, kertek és parkok.

## Megjelenése
Átlagos testhossza 15 centiméter, testtömege 21,5 gramm.

## Életmódja
Gyümölcsökkel és fagyönggyel táplálkozik, valamint nektárt és gerincteleneket is fogyaszt.

## Szaporodása
Fészekalja 1-3 tojásból áll, melyen 13 napig kotlik. A fiókák kirepülési ideje, még 20 nap.